# تولو (آرکانزاس)
تولو (به انگلیسی: Tolu) یک منطقهٔ مسکونی در ایالات متحده آمریکا است که در آرکانزاس واقع شده‌است. تولو ۳۳۳ متر بالاتر از سطح دریا قرار دارد.